# Комендат Максим Володимирович
Макси́м Володи́мирович Коменда́т — солдат Збройних сил України.
Одружений, виховують доньку. Учасник боїв за Донецький аеропорт.

## Нагороди
За особисту мужність і високий професіоналізм, виявлені у захисті державного суверенітету та територіальної цілісності України, вірність військовій присязі, відзначений — нагороджений
- орденом «За мужність» III ступеня (31.7.2015)
- неурядовою відзнакою — медаллю «За оборону рідної держави»